# Ia Băng, Gia Lai
Ia Băng là một xã thuộc tỉnh Gia Lai, Việt Nam.
Xã Ia Băng có diện tích 39,64 km², dân số năm 1999 là 7.165 người, mật độ dân số đạt 181 người/km².